# Loțkîne, Novîi Buh
Loțkîne (în ucraineană Лоцкине) este un sat în comuna Novohrîstoforivka din raionul Novîi Buh, regiunea Mîkolaiiv, Ucraina.

## Demografie
Componența lingvistică a localității Loțkîne
     Ucraineană (94,23%)
     Română (4,81%)
     Alte limbi (0,96%)
Conform recensământului din 2001, majoritatea populației localității Loțkîne era vorbitoare de ucraineană (94,23%), existând în minoritate și vorbitori de română (4,81%).